# 951. grenadirski polk (Wehrmacht)
951. grenadirski polk (izvirno nemško 951. Grenadier-Regiment; kratica 951. GR) je bil pehotni polk Heera v času druge svetovne vojne.

## Zgodovina
Polk je bil ustanovljen 26. novembra 1943 na Danskem za potrebe 361. pehotne divizije; polk je bil uničen julija 1944 v bitki za Brodi in nato naslednji mesec razpuščen.
Ponovno je bil ustanovljen 21. septembra 1944 iz 1165. grenadirskega polka; februarja 1945 je bil ponovno razpuščen.